# رايموند سيرا
رايموند سيرا (بالإنجليزية: Raymond Serra)‏ هو ممثل أمريكي، ولد في 13 أغسطس 1936 بنيويورك في الولايات المتحدة، وتوفي في 20 يونيو 2003 في الولايات المتحدة.

## أعمال

### أفلام
- (1976) رجل الماراثون
- (1979) مانهاتن[1]
- (1990) سلاحف النينجا[2][3]
- (1991)  المستقنع السري[4][5]

## وصلات خارجية
- رايموند سيرا على موقع IMDb (الإنجليزية)
- رايموند سيرا على موقع ألو سيني (الفرنسية)
- رايموند سيرا على موقع قاعدة بيانات برودواي على الإنترنت (الإنجليزية)
- رايموند سيرا على موقع قاعدة بيانات برودواي على الإنترنت (الإنجليزية)
- رايموند سيرا على موقع قاعدة بيانات الأفلام السويدية (السويدية)
- رايموند سيرا على موقع قاعدة بيانات الفيلم (الإنجليزية)
- رايموند سيرا على موقع كينوبويسك (الروسية)